# Kanton Orly
Der Kanton Orly ist seit 1967 ein französischer Wahlkreis im Arrondissement L’Haÿ-les-Roses, im Département Val-de-Marne und in der Region Île-de-France; sein Hauptort ist Orly.

## Gemeinden
Der Kanton besteht aus drei Gemeinden mit insgesamt 51.388 Einwohnern (Stand: 1. Januar 2022) auf einer Gesamtfläche von 16,20 km²:
| Gemeinde          | Einwohner 1. Januar 2022 | Fläche km² | Dichte Einw./km² | Code INSEE | Postleitzahl |
| ----------------- | ------------------------ | ---------- | ---------------- | ---------- | ------------ |
| Ablon-sur-Seine   | 6.029                    | 1,11       | 5.432            | 94001      | 94480        |
| Orly              | 24.488                   | 6,69       | 3.660            | 94054      | 94310        |
| Villeneuve-le-Roi | 20.871                   | 8,40       | 2.485            | 94077      | 94290        |
| Kanton Orly       | 51.388                   | 16,20      | 3.172            | 9415       | –            |

Bis zur Neuordnung bestand der Kanton Orly aus der Gemeinde Orly. Sein Zuschnitt entsprach einer Fläche von 6,69 km2.